# Hraunfossar
Les Hraunfossar, toponyme islandais signifiant littéralement en français « les cascades de la lave », sont une série de petites cascades d'Islande situées sur le cours de la Litlafjlót, dans l'ouest du pays et dans les environs de Húsafell et Reykholt.

## Caractéristiques
Les Hraunfossar s'étirent sur environ un kilomètre. L'eau ruisselle sous un champ de lave (le Grahraun) et se jette dans la Hvítá. Le Grahraun a pour origine l'éruption d'un des volcans situés sous le glacier Langjökull. En islandais, le mot hraun désigne un « champ de lave ».
Juste à côté se trouve une autre cascade du nom de Barnafoss (« la cascade des enfants », en référence à une histoire locale). Toutes deux font partie du cercle d'argent.

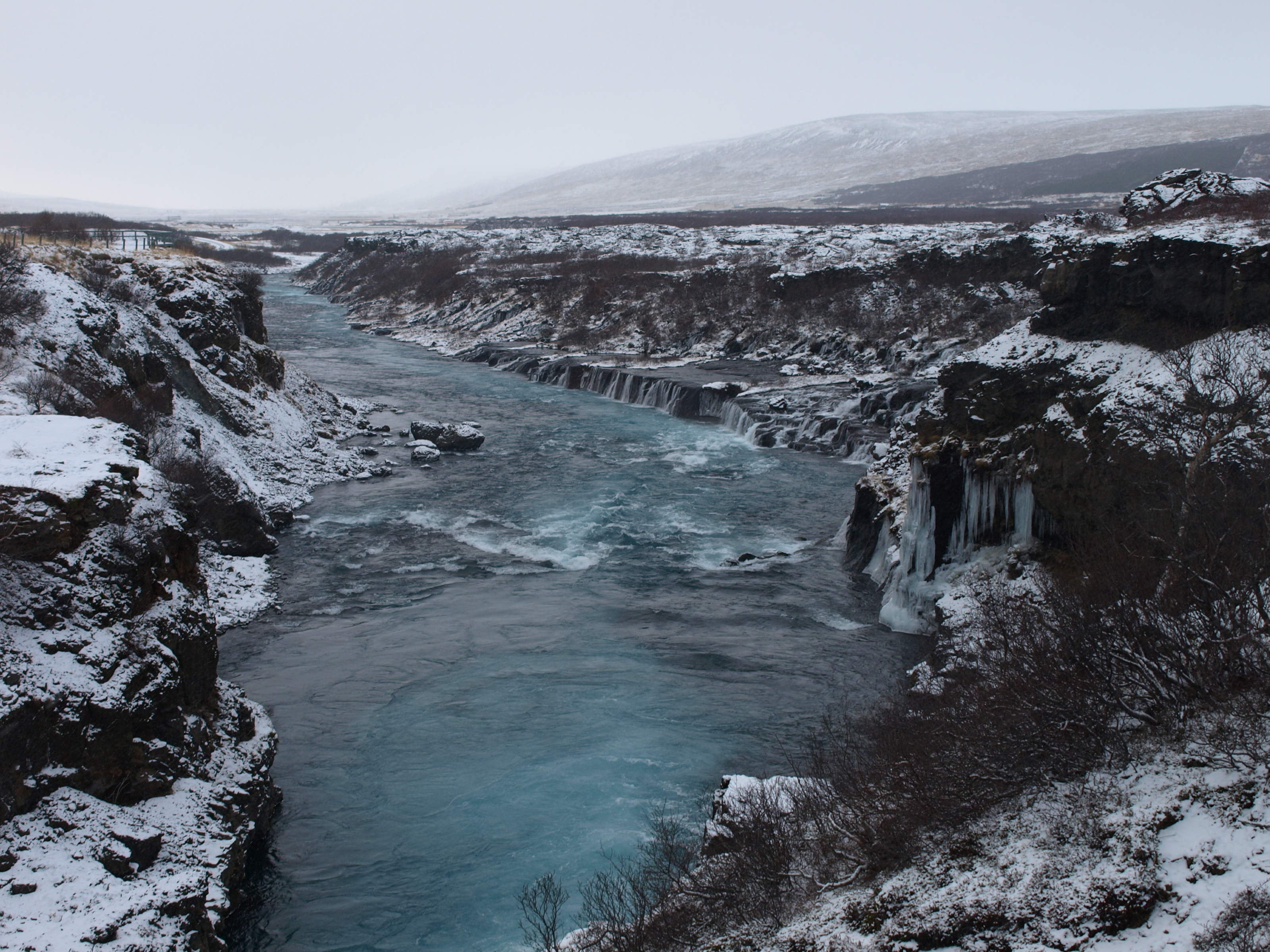
Les Hraunfossar en janvier 2009.

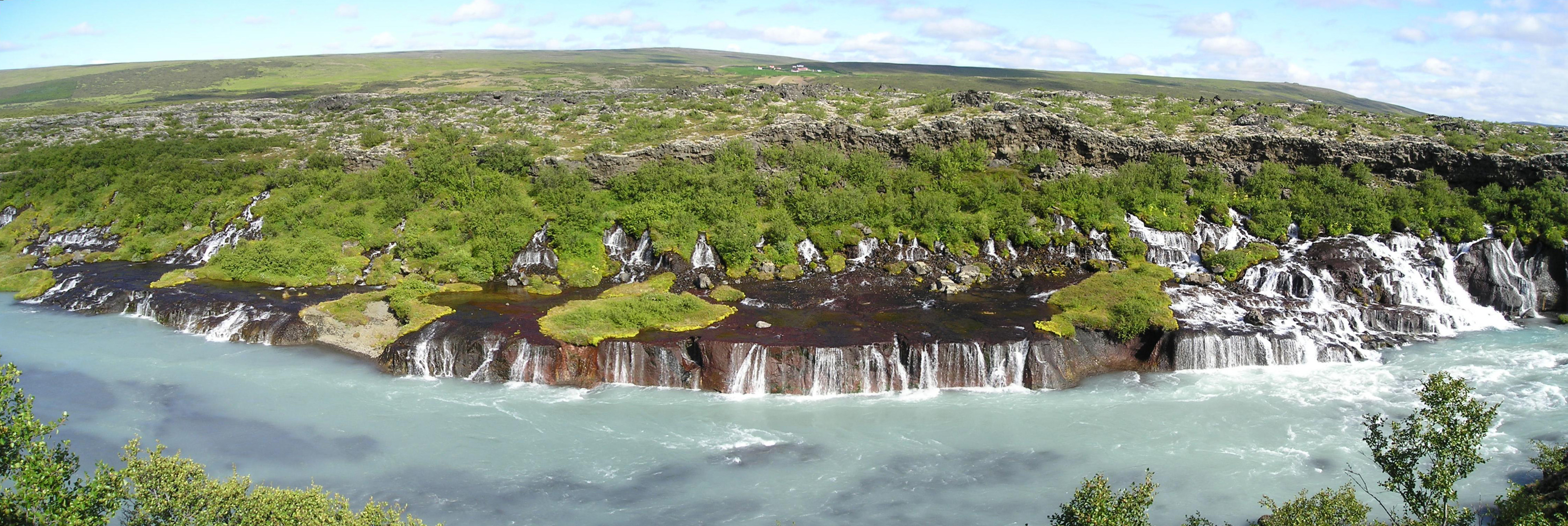
Vue panoramique des Hraunfossar.